# Alvania dinora
Alvania dinora är en snäckart som beskrevs av Bartsch 1917. Alvania dinora ingår i släktet Alvania och familjen Rissoidae. Inga underarter finns listade i Catalogue of Life.